# IC Bus

Logo IC Bus

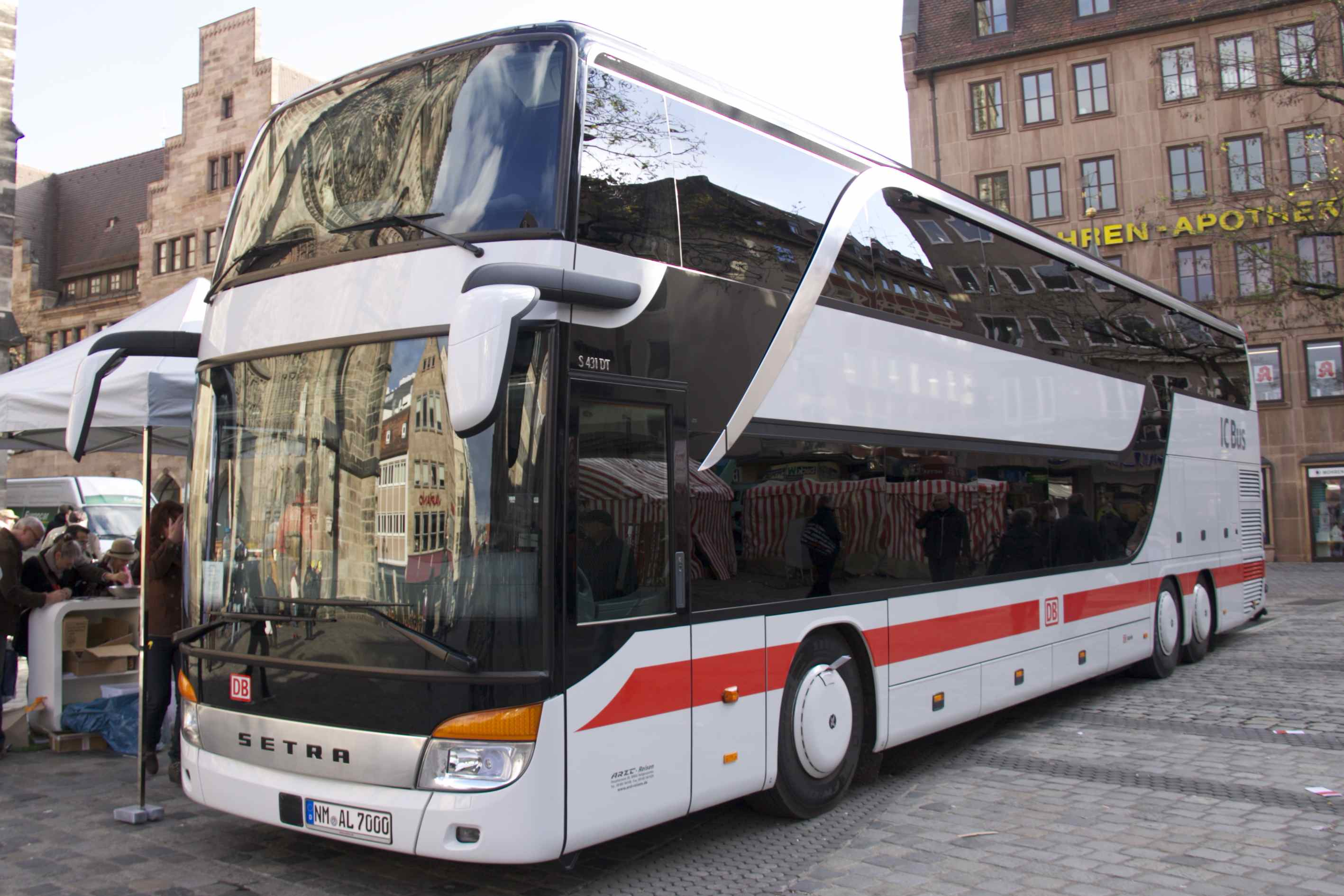
IC Bus für die Linie Nürnberg–Mannheim

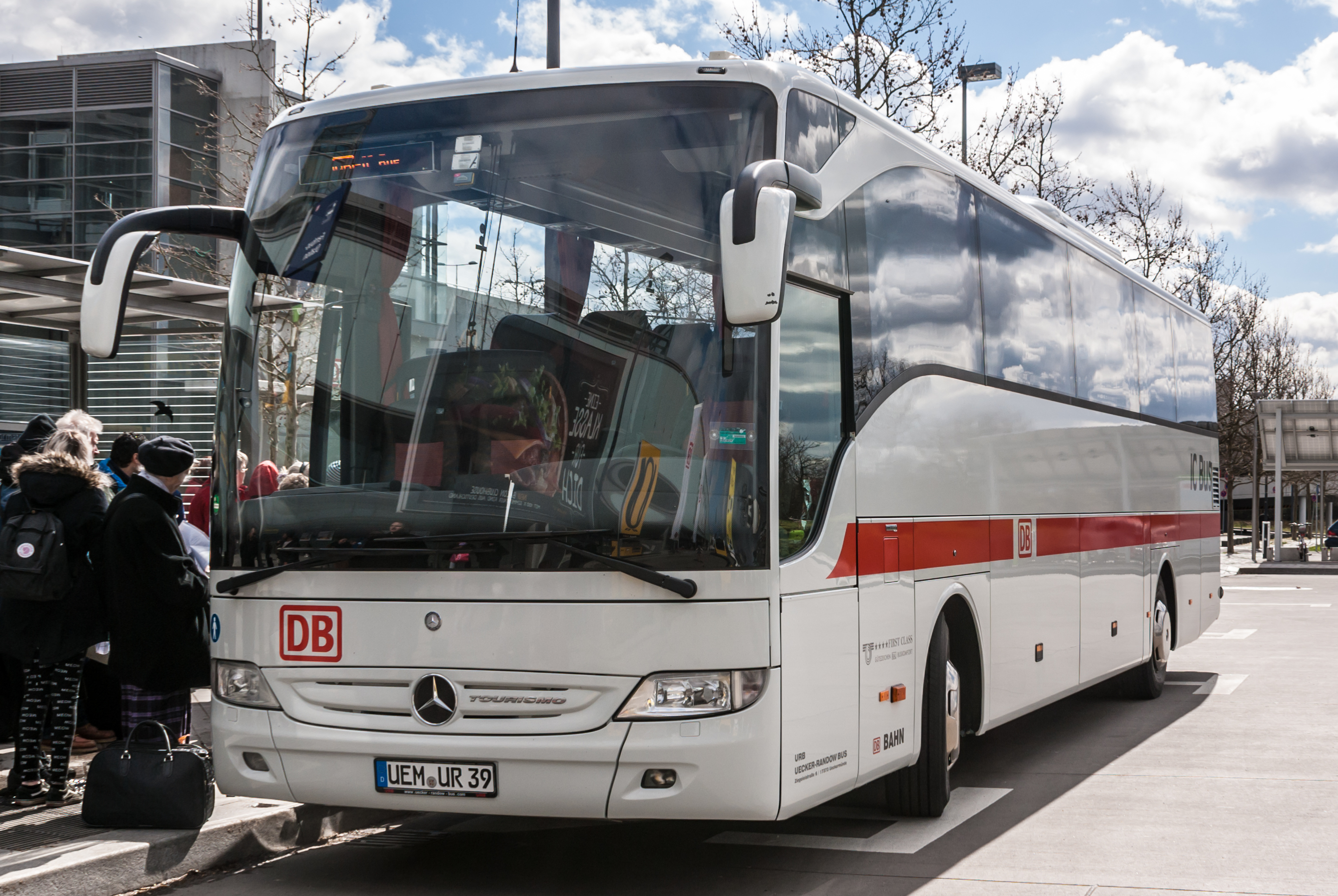
IC Bus auf der Linie Berlin–Kopenhagen am Bahnhof Südkreuz

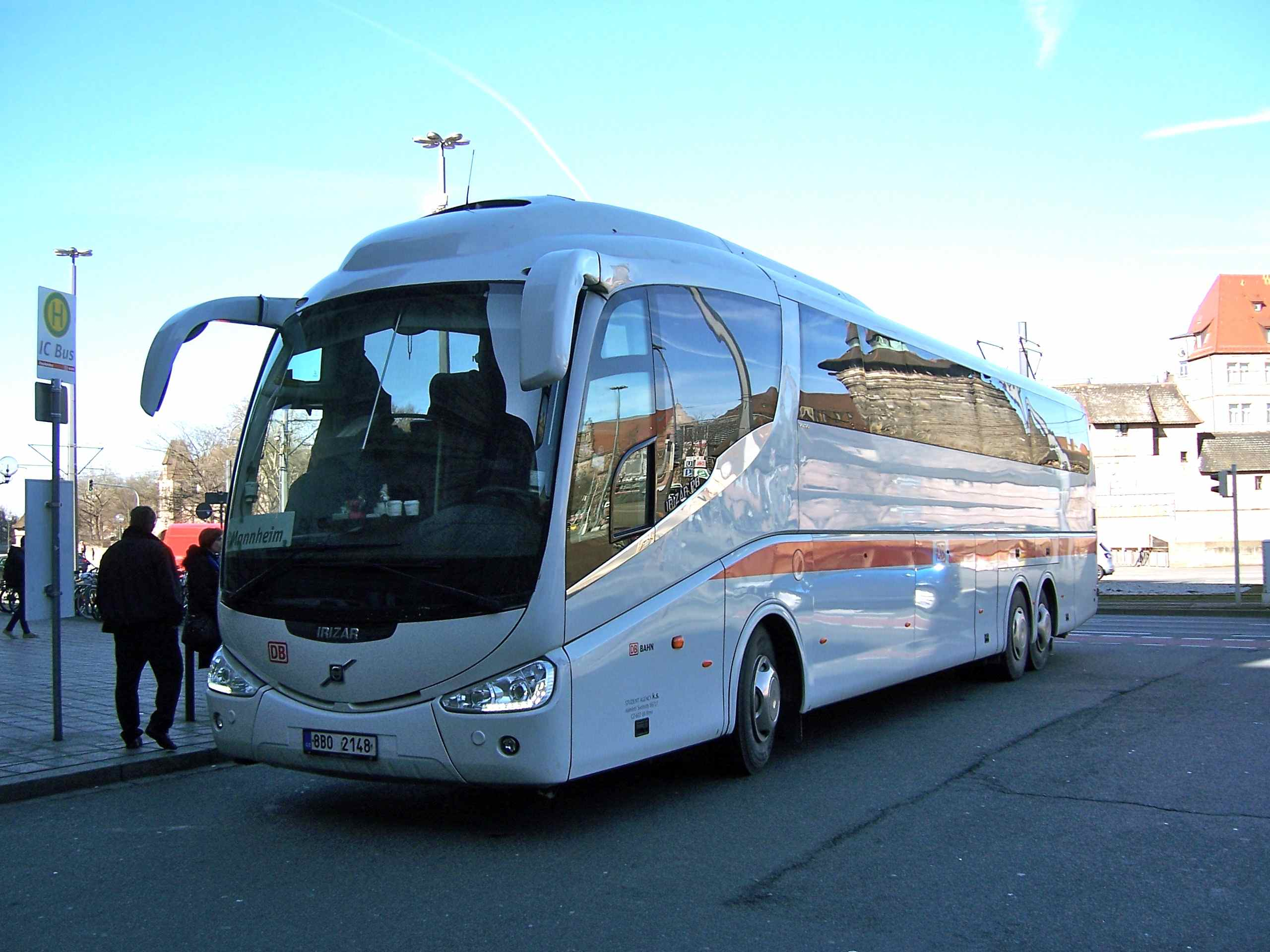
Tschechischer Irizar-Bus auf der Linie Nürnberg–Mannheim (Februar 2014)

Der IC Bus war ein Produkt der DB Fernverkehr AG, die zwischen 2009 und 2020
nationale und internationale Fernbusfahrten anbot.

## Verkehrsangebot
IC-Busse bedienten Linien, auf denen Angebote des Schienenpersonenfernverkehrs der Deutschen Bahn als nicht konkurrenzfähig galten und die Fahrzeit der Busse kürzer als die der alternativen Zugverbindungen war. Nachdem die Anzahl der Linien bereits in den letzten Jahren auf nur noch vier reduziert wurde, nahm die Deutsche Bahn den mit der COVID-19-Pandemie verbundenen Fahrgastrückgang zum Anlass, den IC-Bus zum Jahresende 2020 einzustellen.
Während der Generalsanierung der Riedbahn wurde der IC-Bus als Ersatzverkehr auf der Strecke Mannheim Hbf-Frankfurt am Main Flughafen Fernbahnhof eingesetzt. Gleiches war während der Sanierungsarbeiten auf der Bahnstrecke Hamburg–Berlin vom 16. August bis zum 14. Dezember 2024 zwischen Hamburg, Ludwigslust und Wittenberge geplant.

## Linienübersicht
Das Netz des IC Bus bestand zuletzt (Stand: Oktober 2020) aus folgenden Linien:
- Mannheim ZOB – Heidelberg – Nürnberg ZOB – Prag (in Kooperation mit RegioJet)
- Mannheim ZOB – Frankfurt – Frankfurt Flughafen – Würzburg – Nürnberg – Prag
- München ZOB – Zürich (in Kooperation mit den SBB)
- Leipzig – Prag (in Kooperation mit RegioJet)

Zuvor bediente der IC Bus unter anderem diese Linien:
- Berlin – Breslau – Kattowitz – Krakau
- Berlin – Rostock Fährhafen – Kopenhagen (Tagverbindung)
- Berlin – Hamburg – Kopenhagen (Nachtbus)
- Leipzig – Prag
- Hamburg ZOB – Oldenburg – Leer (Ostfriesland) – Groningen – Amsterdam Sloterdijk
- (Straßburg –) Mannheim ZOB – Heidelberg – Nürnberg ZOB – Prag
- Mannheim ZOB – Frankfurt – Würzburg – Nürnberg – Prag
- München ZOB – München Flughafen – Regensburg – Prag
- München ZOB – Zürich
- München ZOB – Memmingen – Chur – Como – Mailand
- Düsseldorf ZOB – Roermond – Eindhoven – Antwerpen – Gent – Lille
- Düsseldorf ZOB – Maastricht – Lüttich

## Fahrkartenkauf
Fahrkarten für den IC Bus konnten, sofern noch freie Plätze im Bus vorhanden waren, in allen DB Reisezentren, an Fahrkartenautomaten der DB mit Touchscreen, telefonisch unter der Buchungs- und Infohotline der DB, als Online-Ticket über die Homepage der Deutschen Bahn sowie im Bus erworben werden.

## Besonderheiten
BahnCard-Ermäßigungen, Sparpreise und City-Tickets wurden ebenso wie im Schienenfernverkehr der DB angeboten. Ein Unterschied zum Intercity-Zugangebot lag in der Reservierungspflicht, die ohne Aufpreis im Fahrpreis inbegriffen war. Online-Fahrplanauskunft und Ticketverkauf erfolgten über die gleichen Webseiten wie der Fern- und Regionalverkehr. Die kostenlose Mitnahme familieneigener Kinder bis 14 Jahre war im IC Bus genau wie bei Zugfahrkarten zum DB-Tarif ebenfalls möglich. Auf den beiden Linien von Berlin nach Kopenhagen konnten auch, nach Verfügbarkeit, Fahrräder mitgenommen werden. Es bestand für die Fahrradmitnahme Reservierungspflicht. Die einzelnen Verkehrsangebote trugen die Gattungsbezeichnung BUS und eine fünfstellige Nummer, ähnlich einer Zugnummer.